# Vitus Müller

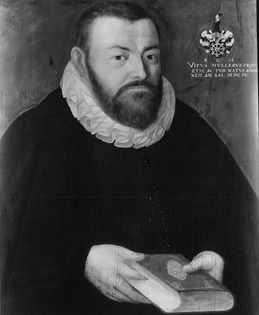
Vitus Müller auf einem 1604 von Johann Philipp Greter gemalten Bild in der Tübinger Professorengalerie

Vitus Müller (* 24. Juli 1561 in Bülnheim; † 21. August 1626 in Tübingen) war ein deutscher evangelischer Theologe und Philologe sowie Professor an der Universität Tübingen.

## Leben
Vitus Müller war 1586 Pfarrer in Bühl bei Tübingen, 1587 Professor der lateinischen und griechischen Sprache (vermutlich am Pädagogium), 1592–1616 Professor für das Organon des Aristoteles und für Ethik in Tübingen, Magister domus des Tübinger Stifts. Sein 1604 von Johann Philipp Greter gemaltes Porträt und ein sehr ähnliches Ölgemälde von 1606 hängen in der Tübinger Professorengalerie.

## Werke
- Vorlesungsmitschriften von Vitus Müller [z. B. der Vorlesungen von Dietrich Schnepf] (1561–1626), Universitätsbibliothek Tübingen, Mc 54; Mc 179; Mc 180, Mc 198; vgl. Mc 39.